# Bloléquin (département)
Pour les articles homonymes, voir Bloléquin.
Le département de Bloléquin est un département de Côte d'Ivoire.